# Sufetula nigrescens
Sufetula nigrescens là một loài bướm đêm trong họ Crambidae.